# Rémarde
Ne doit pas être confondu avec Renarde ou Rimarde.
Pour les articles homonymes, voir Rémarde (homonymie).
La Rémarde est une rivière de France, en région Île-de-France, dans les deux départements des Yvelines et de l'Essonne, affluent gauche de l'Orge, elle-même affluent du fleuve la Seine.

## Géographie
D'une longueur de 36,3 km, la Rémarde prend source près de Sonchamp dans les Yvelines à 163 m d'altitude. Elle se jette dans l'Orge à Saint-Germain-lès-Arpajon, à 49 m d'altitude.

### Communes traversées

#### Dans les Yvelines
Sonchamp ~ Saint-Arnoult-en-Yvelines ~ Longvilliers

#### Dans l'Essonne
Saint-Cyr-sous-Dourdan ~ Le Val-Saint-Germain ~ Saint-Maurice-Montcouronne ~ Breuillet ~ Bruyères-le-Châtel ~ Ollainville ~ Arpajon ~ Saint-Germain-lès-Arpajon

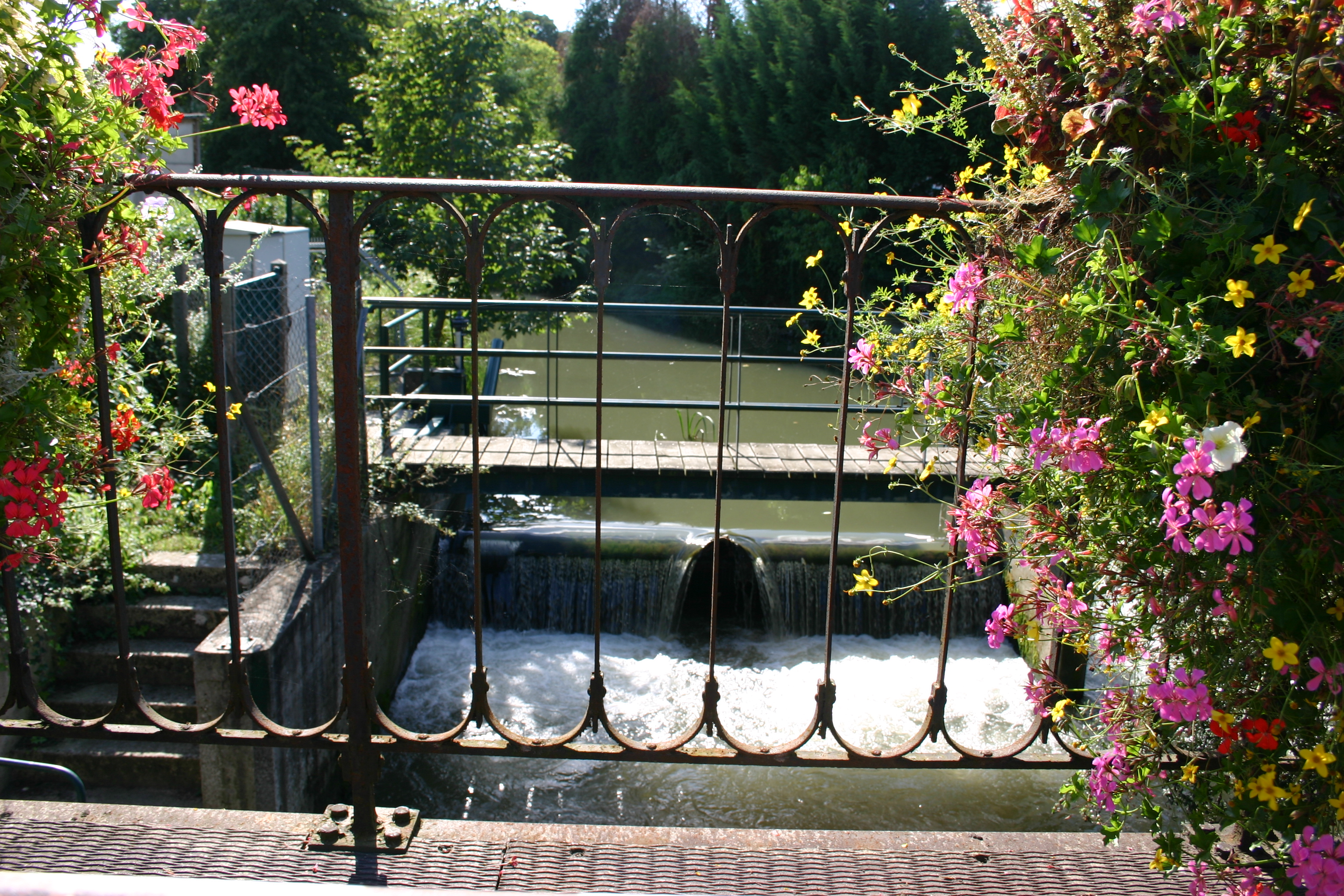
La Rémarde, qui se jette dans l'Orge à Saint-Germain-lès-Arpajon.

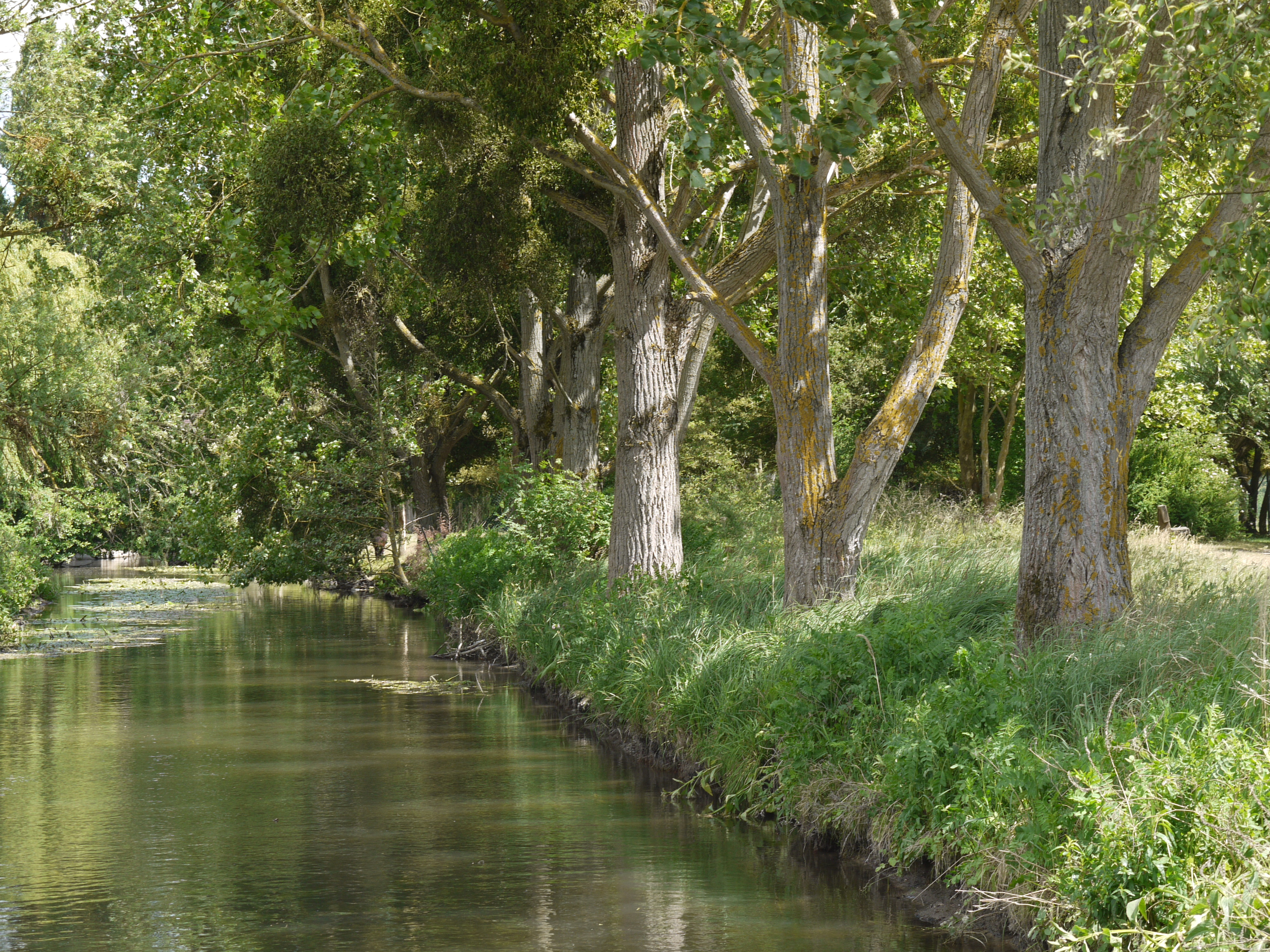
La Rémarde près du moulin de Trévoix (Ollainville).

### Bassin versant
Le bassin versant de la Rémarde s'étend sur 628 km2. Il est recouvert à 16,81 % par des « territoires artificialisés », à 49,67 % par des « territoires agricoles », à 33,41 % par des « forêts et autres milieux semi-naturels », à 0,08 % par des « surfaces en eau »,.

## Affluents
- La Rabette qui prend naissance à Clairefontaine-en-Yvelines et se jette dans la Rémarde à Longvilliers
- La Gloriette qui prend naissance à Bullion et se jette dans la Rémarde à Longvilliers
- La Prédecelle qui prend naissance à Choisel et se jette dans la Rémarde au Val-Saint-Germain.

## Hydrologie
Son module est de 0,635 m3/s à Saint-Cyr-sous-Dourdan. Son régime hydrologique est dit pluvial océanique.

### La Rémarde à Saint-Cyr-sous-Dourdan

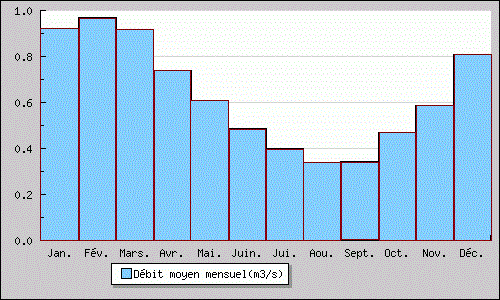

Le débit de la Rémarde a été observé pendant 49 ans à Saint-Cyr-sous-Dourdan.  Il varie entre 0,470 m3/s pendant la quinquennale sèche et 0,8 m3/s pendant la quiquennale humide. 

## Aménagements et écologie

### Sites touristiques
- Le Moulin de Villeneuve qui fut la propriété de Louis Aragon et Elsa Triolet et où les deux écrivains sont enterrés à Saint-Arnoult-en-Yvelines.
- Elle alimente la belle pièce d'eau du château du Marais au Val-Saint-Germain.